# 瀬戸さおり
瀬戸 さおり（せと さおり、1989年〈平成元年〉9月19日 - ）は、日本の女優。本名、同じ。
福岡県出身。ワタナベエンターテインメント所属。兄は俳優の瀬戸康史。義姉は女優の山本美月。

## 略歴
もともと美容師をしていたが、モデルや女優の仕事に関心があり、兄・康史の「1回やってみれば? やりたいならやった方がいいよ」との言葉に背中を押されて芸能界入りを目指す。
2011年に『第43回non-noモデルオーディション』で審査員特別賞を受賞。SAORI名義でファッション雑誌『non-no』の専属モデルとなり、153cmの低身長を特徴として2014年3月まで活動する。
2013年に女優としてもデビューし、同年のtpt『天守物語』で本格的に初舞台に立つ。
2014年3月に『non-no』専属モデルを卒業。2014年4月より芸名を本名の瀬戸さおりへ改名し、女優を中心に活動を開始する。
2015年の『ドS刑事』で連続ドラマに初のレギュラー出演。
2018年1月公開の『愛の病』で映画初主演を務める。

## 人物
兄は俳優で同じくワタナベエンターテインメントに所属する瀬戸康史。
身長は153cm。『non-no』専属モデルとしてデビューした当初を振り返って、「153cmしかない自分がどこまでやれるのかという不安もあった」と語っている。
趣味は音楽鑑賞、映画鑑賞、ヨガ。
特技はバスケットボール。
美容師の国家資格を持っている。
現在は舞台を中心に活動しており、近年は演出家・栗山民也の作品に出演することが多い。

## 出演

### テレビドラマ
- 女医・倉石祥子 第2作「死の研究室」（2013年、フジテレビ系） - 山内晴美 役
- 土曜ワイド劇場（テレビ朝日系）
  - 拘置所の女医2（2013年、テレビ朝日制作）
  - タクシードライバーの推理日誌37（2015年3月7日、テレビ朝日制作） - 高宮美希 役
  - 犯罪心理学教授・兼坂守の捜査ファイル2（2015年7月11日、朝日放送制作） - 成海さゆり 役
- 白衣のなみだ 第三部 使命（2013年、フジテレビ系）
- ガリレオ 第10話（2013年6月17日、フジテレビ系）
- めんたいぴりり（テレビ西日本）
  - 単発ドラマ（2013年8月3日）[注 1][12]
  - 連続ドラマ（2013年8月5日 - 29日）[注 1][13]
- 刑事110キロ 第2シリーズ 第4話（2014年5月15日、テレビ朝日系）
- 孤独のグルメ Season4 特別編（2014年8月9日、テレビ東京） - OL2 役
- 警視庁捜査一課9係 season9 最終話（2014年9月10日、テレビ朝日系） - 富岡花音 役
- 鬼平犯科帳スペシャル 密告（2015年1月9日、フジテレビ系）[14]
- ドS刑事（2015年4月11日 - 6月20日、日本テレビ系） - 代官山かおり 役[8]
- 第14回テレビ朝日21世紀新人シナリオ大賞「夏目家どろぼう綺談」（2016年1月3日、テレビ朝日系） - 夏目鏡子 役
- 水曜ミステリー9「マザー・強行犯係の女〜傍聞き〜」（2016年4月20日、テレビ東京系） - 澤井夏蓮 役
- プリンセスメゾン 第6回（2016年11月29日、NHK BSプレミアム）
- 伝七捕物帳2 第2回（2017年8月11日、NHK BSプレミアム） - お幸 役
- トットちゃん!（2017年10月 - 12月、テレビ朝日系） - 里見京子 役
- Missデビル 人事の悪魔・椿眞子（2018年4月14日 - 6月16日、日本テレビ系） - 本橋瑞希 役
- 特捜9 season2 第7話（2019年5月29日、テレビ朝日系） - 大塚真耶 役
- 七人の秘書 第2話（2020年10月29日、テレビ朝日系） - 松本房子 役
- にぶんのいち夫婦（2021年6月3日 - 7月29日、テレビ東京系） - 今井優香 役[15]
- 寂しい丘で狩りをする（2022年4月23日 - 6月11日、テレビ東京系） - 田中明日香 役
- 理想ノカレシ（2022年6月1日 - 7月20日、TBSテレビ系） - 江崎友美 役
- ポップUP!ドラマ 昼上がりのオンナたち 第3話「ピアノレッスン」（2022年6月3日、フジテレビ系） - 早川麻希 役[16]
- 空白を満たしなさい 第3話（2022年7月16日、NHK総合） - 大石彩花 役
- グランマの憂鬱 第1話（2023年4月8日、フジテレビ系） - 沢口みちる 役
- 育休刑事 第1話（2023年4月18日、NHK総合・NHK BS4K） - 井出口菓恵 役
- 雛菊 警視庁強行犯係 樋口顕（2023年6月26日、テレビ東京系） - 山下菜摘 役[17]
- 18/40〜ふたりなら夢も恋も〜 第5話（2023年8月8日、TBSテレビ系）- 大橋真菜 役
- たそがれ優作（2023年10月7日 - 11月25日、BSテレビ東京・BSテレビ東京4K） - 草刈典子 役[18]
- 大河ドラマ 光る君へ 第32回 - 第45回（2024年8月25日 - 11月24日、NHK） - 藤原豊子 役[19]
- 科捜研の女 season24 第9話（2024年9月4日、テレビ朝日系） - 保岡実梨 役[20]
- ワタシってサバサバしてるから2（2025年2月5日、NHK BSプレミアム4K / 2025年5月5日 - 、NHK総合） - 藤森カオリ 役[21]

### テレビ番組
- GeeBee（テレビ西日本）
- キレ☆カワ女子部（TVQ）
- チャギハ（RKBテレビ）
- 情報Ｑスタイル(2012年7月 - 2013年3月、TVQ）
- 激PUSH!（2012年7月 - 2013年3月、TVQ）
- 鉄道紀行 ニッポンぶらり鉄道旅（2015年7月16日・2016年2月4日、NHK BSプレミアム）

### 配信ドラマ
- 金魚妻（2022年2月14日配信、Netflix） - 保ヶ辺朔子 役
- 笑ゥせぇるすまん #1「たのもしい顔」（2025年7月18日、Amazon Prime Video）[22][23]

### 映画
- BRIGHT AUDITION（2014年4月12日公開、監督：遊佐和寿、日本出版販売） - 我孫子ミカ 役[24]
- ラブラブROUTE21（2014年5月30日・31日、神戸三宮映画祭で限定公開） - 鈴森ひさ子 役[25][26]
- ラブ&ピース（2015年6月27日公開、アスミック・エース）
- 愛の病（2018年1月6日公開、AMGエンタテインメント） - 主演・原田エミコ 役[9][27]
- 武蔵 -むさし-（2019年5月25日公開、アークエンタテインメント） - サエ 役

### CM
- ミスタードーナツ（2013年）
- 東京ガス ラジオCM（2014年 - 2015年）
- 味の素AGF マリーム 「マリームの魔法」篇（2015年）

### 広告
- 愛媛県松山市 オリジナルロードムービー『移住お遍路 Moving☆5』（2016年）
- 福岡県北九州市 PR動画 「ふるさと納税 北九州市」（2017年）

### 舞台
- tpt 天守物語（2013年8月 - 9月、近泉ピット） - 亀姫 役
- 柿喰う客 女体シェイクスピア005&006『暴走ジュリエット』『迷走クレオパトラ』（2014年10月、あうるすぽっと）
- マッシュ・ホール（2015年3月、恵比寿・エコー劇場）
- プルーフ/証明（2016年5月、サイスタジオコモネAスタジオ） - キャサリン 役
- 劇団カムカムミニキーナ 野狂〜おのしのこのし〜（2016年7月 - 8月、座・高円寺1 他）
- 君が人生の時（2017年6月 - 7月、新国立劇場中劇場 PLAYHOUSE）
- てがみ座 風紋 -青のはて2017-（2017年11月、赤坂RED THEATER）
- CEDAR Produce vol.2 胎内（2017年12月、SPACE 梟門）
- ハイバイ 夫婦（2018年8月 - 9月、シアターイースト）
- CHIMERICA チャイメリカ（2019年2月、世田谷パブリックシアター）
- 東演 獅子の見た夢～戦禍に生きた演劇人たち～（2019年11月、東演パラータ）
- こまつ座 きらめく星座（2020年3月、紀伊國屋サザンシアター TAKASHIMAYA） - 小笠原みさを役
- serial number all my sons（2020年10月、シアタートラム）
- フェードル（2021年1月、Bunkamuraシアターコクーン）
- 二兎社特別企画ドラマリーディング3 振り返る人たち（2021年3月、東京芸術劇場シアターイースト）
- 二兎社 鷗外の怪談（2021年11月 - 2022年1月、東京芸術劇場シアターウエスト、ほか） - 森しげ 役
- こまつ座 頭痛肩こり樋口一葉（2022年8月 - 9月、紀伊國屋サザンシアターTAKASHIMAYA他） - 樋口邦子 役
- 4000マイルズ～旅立ちの時～（2022年12月 - 2023年1月、シアタークリエ他） - アマンダ役
- こまつ座 きらめく星座（2023年3月 - 6月、紀伊國屋サザンシアターTAKASHIMAYA他） - 小笠原みさを役
- ガラパコスパコス～進化してんのかしてないのか～（2023年9月-10月、世田谷パブリックシアター他）
- □字ック 剥愛（仮）（2023年10月 - 11月、シアタートラム他）
- オフィスコットーネプロデュース 兵卒タナカ（2024年2月、吉祥寺シアター）[28]
- 父と暮せば（2025年7月 - 8月、紀伊國屋サザンシアター TAKASHIMAYA他）[29]

### ファッション誌
- non-no（2012年2月号 - 2014年6月号、集英社） - 専属モデル